# Bezirksrabbinat (Baden)
Die Bezirksrabbinate entstanden in Baden durch Verordnung vom 4. Mai 1827 und teilten die jüdischen Gemeinden in Bezirksverbände, die zugleich Rabbinatsbezirke waren, ein.

## Einteilung 1827
Es entstanden folgende 15 Bezirkssynagogen bzw. Bezirksrabbinate:
- Breisach am Rhein
- Bretten
- Bruchsal
- Bühl
- Gailingen (ab 1925 nach Konstanz verlegt)
- Heidelberg
- Karlsruhe (wurde 1885 aufgelöst und die Gemeinden den Bezirksrabbinaten Bretten, Bruchsal und Bühl zugeteilt)
- Ladenburg
- Mannheim (Das Rabbinat bestand nur aus der jüdischen Stadtgemeinde Mannheim)
- Merchingen
- Mosbach
- Schmieheim
- Sinsheim
- Sulzburg
- Wertheim (von 1850 bis 1864 nach Tauberbischofsheim verlegt)

Die Bezirkssynagogen wurden dem Oberrat der Israeliten Badens unmittelbar unterstellt. Vorsteher war der Bezirksrabbiner und die Bezirksältesten. In Angelegenheiten des Rabbinatsbezirks mussten einmal jährlich alle Ortsältesten gehört werden. Der Bezirksrabbiner führte den Vorsitz.

## Spätere Einteilungen
- Bezirksrabbinat Freiburg im Breisgau: wurde 1885 geschaffen und übernahm das Bezirksrabbinat Breisach am Rhein. 1887 übernahm es ebenfalls das Bezirksrabbinat Sulzburg.
- Bezirksrabbinat Offenburg: wurde 1893 geschaffen und übernahm das Bezirksrabbinat Schmieheim. 1925 übernahm es das Bezirksrabbinat Bühl.
- Stadtrabbinat Karlsruhe: wurde 1895 geschaffen und bestand aus den jüdischen Gemeinden Pforzheim und Karlsruhe.

## Aufgaben
Die Aufgaben umfassten den Vollzug der landesherrlichen Verordnungen, die Verkündigung und den Vollzug der Verordnungen des Oberrats der Israeliten Badens, Beratungen über Schulangelegenheiten, die Verwaltung von Stiftungen und die Verteilung von Almosen. Zur Finanzierung der Bezirksrabbinate wurden Umlagen von den einzelnen jüdischen Gemeinden bezahlt.